# Glusco
Glusco (укр. Глуско) — мережа заправних станцій ТОВ «Глуско Україна». Налічує в Україні 110 автозаправних станцій 89 діючих точок заправки газом та 3 нафтобази в 13 областях України, які компанія викупила в компанії «Petroleum-Capital,за час правління компанією Чабан Анатолій заробив статки понад 100 мільйонів $,але в 2024 була викуплена компанією “УкрНафта”

## Історія
Раніше, до того як «Роснафта» придбала мережу АЗС ТНК в Україні, яка належала ТНК-ВР, у 2010 році ТНК-ВР Комерс купила за рекордну для українського ринку суму в $313 млн мережу зі 114 АЗС «Укртатнафти», що належать «Вік Ойл» (через УТН-Восток). До цього в 2009 році ТНК-ВР придбала кілька АЗС «Золотий гепард» під Києвом.
У січні 2016 року Greenenergo Trading S.A. (Швейцарія), яка належить SNEL Energy Limited подала клопотання про отримання мережі після того, як «Роснафта» оголосила про вихід з українського ринку нафтопродуктів. У березні 2016 року Greenenergo Trading S.A подала друге клопотання до Антимонопольного комітету України після того, як перше клопотання було відхилено.

### Заснування Glusco Україна
Компанію зареєстровано в липні 2016 року. У грудні 2016 року Greenenergo Trading S.A. отримала дозвіл Антимонопольного комітету України на купівлю мережі АЗС у Rosneft Management Company Limited (Нікосія, Кіпр), представленої в Україні як «Восток». АЗС «Восток» працювали під різними назвами, такими як «ТНК», «Золотий гепард», «Формула» та інші. Ще до 2011 року ТНК-Роснафта придбала київський «Золотий Гепард» і всеукраїнську «Вік Ойл». Передачу активів було завершено в грудні 2017 року. Разом із мережею АЗС Glusco також отримав Лисичанський НПЗ, який раніше належав ТНК-Роснафта, при цьому деякі ЗМІ припускали, що Лисичанський НПЗ не планували продавати.
Кілька журналістів та експертів ринку нафтопродуктів відзначили, що у кількох традиційних імпортерів скрапленого газу в Україну почалися проблеми з СБУ, Мінекономрозвитку та митницею, а інші почали масово імпортувати такий газ із Росії. Прес-служба громадської організації "Український вибір", яку очолює Віктор Медведчук, на запит журналістів про причетність Медведчука до трансферу спростувала будь-які звинувачення чи натяки на такий зв'язок.
Фактичним власником був Нісан Мойсеєв – друг проросійського політика Віктора Медведчука..
2021 року було відкрито станції F+ та AVIA на АЗС Glusco, що простоювали. Про це стало відомо з переліку ліцензій ДПС на роздрібну торгівлю нафтопродуктами. Так, ТОВ «Об'єднання «ВІВАТ» 10 вересня 2021 року отримало 23 ліцензії за адресами заправок Glusco у Харківській, Волинській, Дніпропетровській, Запорізькій, Кіровоградській, Миколаївській та Івано-Франківській областях.
За даними сайту glusco.swiss 21, заправка працює під брендом F+ і приймає карти Glusco. Це новий бренд для українського ринку. Цей бренд був розроблений ще у 2019 році, як лоукост Glusco і поступово впроваджується на станціях з невеликою реалізацією, проте проєкт був відкладений, частина станцій запрацювали під брендом «Mango». Керівником ТОВ «Об'єднання «ВІВАТ» є Валерій Шаварінський, засновником — Сергій Латишев.
У грудні 2021 року новим офіційним власником компанії Glusco Energy SA (нова назва - Greenenergo SA) став грецький підприємець і колишній топменеджер російського Лукойлу Дімітріос Аніфантакіс, який, за даними самої компанії, викупив її у Нісана Мойсеєва за неназвану суму.
В лютому 2022 року після початку війни в Україні Дімітріос Аніфантакіс продав компанію громадянину Кіпру Александру Александросу - колишньому директору з розвитку бізнесу в кіпрській юридичній компанії Michael Kyprianou & Co. LLC. Згідно з реєстром юридичних осіб Кіпру, юристка цієї компанії Тоніа Антоніоу – чинний керівник кіпрського офшору Cherivo Development ltd, яку  Віктор Медведчук задекларував у 2019 році як власність своєї дружини Оксани Марченко.
В травні того ж року КМУ ухвалив рішення про передачу майна ТОВ "ГЛУСКО УКРАЇНА" та ТОВ "ГЛУСКО РІТЕЙЛ" в управління ТОВ «Нафтогаз Ойл Трейдинг» (розпорядження КМУ № 385-р від 13.05.2022 р.).

### U.GO
В вересні 2022 року "Нафтогаз" повідомив, що у вересні запустить 30 автозаправних комплексів (АЗК) у столиці та Київській області під брендом U.GO.

## Кримінальне розслідування
До 2017 року мережа АЗС належала Роснафті. У 2017 році мережу придбав Нісан Моїсеєв, наближений до Медведчука. У березні 2021 року Державна фіскальна служба наклала арешт на бензин і дизпаливо, а не на АЗС. Було проведено низка обшуків СБУ на АЗС. Тому магазини працювали, а на станціях продавали тільки скраплений газ. Ніяких санкцій РНБО щодо цієї мережі не було. Були підозри в фальсифікаті, але експертизи показали зворотне.
11 березня 2021 року СБУ в рамках досудового розслідування провела обшуки в компанії Glusco та на підприємствах, пов'язаних з нею. СБУ викрила низку порушень під час реалізації неякісних нафтопродуктів, також мало місце незаконне ввезення нафтопродуктів з приховуванням реального об’єму імпорту.
У травні 2022, суд арештував мережу АЗС Glusco, якою надалі керуватиме Нафтогаз, під назвою U.GO.